# ألكسيوس ماينونج
ألكسيوس ماينونج ريتر فون هاندشوخسهايم (17 يوليو 1853 - 27 نوفمبر 1920) كان فيلسوفًا نمساويًا واقعيًا عرف بأنطولوجيته الفريدة. قدم مساهمات في فلسفة العقل ونظرية القيمة.

## حياته
والد ألكسيوس ماينونج كان الضابط أنطون فون ماينونج (1799-1870)، الذي منح لقب الفارس في عام 1851 ووصل إلى رتبة لواء في عام 1858 قبل تقاعده في عام 1859.
بين عامي 1868 و1870، درس ماينونج في الجمنازيوم الأكاديمي، فيينا. في عام 1870، التحق بكلية الحقوق في جامعة فيينا حيث جذبته محاضرات كارل مينجر حول الاقتصاد. في صيف عام 1874، حصل على درجة الدكتوراه في التاريخ من خلال كتابة أطروحة حول أرنولد من بريشيا. كان ذلك خلال الفصل الدراسي الشتوي (1874-1875) عندما بدأ تركيزه على التاريخ والفلسفة. أصبح ماينونج تلميذًا لفرانز برنتانو، الذي كان حينها إضافة حديثة إلى الهيئة الفلسفية. لاحقًا، ادعى ماينونج أن مرشده لم يؤثر مباشرة في تحوله إلى الفلسفة، على الرغم من اعترافه بأن برنتانو ربما ساعده في تحسين تقدمه في الفلسفة خلال ذلك الوقت. درس ماينونج تحت إشراف برنتانو مع إدموند هوسرل، الذي أصبح أيضًا فيلسوفًا بارزًا ومؤثرًا. عرضت أعمالهما تطورات متوازية، خصوصًا بين عامي 1891 و1904. كلاهما معترف به لمساهمته الخاصة في البحث الفلسفي.
في عام 1882، أصبح ماينونج أستاذًا في جامعة غراتس وترقى لاحقًا كرئيس لقسم الفلسفة بها. خلال فترة عمله، أسس معهد غراتس النفسي؛ تأسس في عام 1894) ومدرسة غراتس لعلم النفس التجريبي. أشرف ماينونج على رسائل الدكتوراه لكريستيان فون إهرنفلس (مؤسس علم النفس الغشتالتي) وأدالبرت ماينجاست، بالإضافة إلى التأهيل العلمي لألويس هوفلر وأنطون أولزيلت-نوين.

## عمله

### الأنطولوجيا
كتب ماينونج مقالين أوليين عن ديفيد هيوم، الأول يتعلق بنظريته في التجريد والثاني بنظريته في العلاقات، وكان تحت تأثير كبير نسبيًا من التجريبية البريطانية. اشتهر أكثر بكتابه «نظرية الأشياء» (العنوان الكامل: تحقيقات في نظرية الأشياء وعلم النفس، 1904)، الذي نما من عمله على القصدية، وإيمانه بإمكانية قصد الأشياء غير الموجودة. ماينونج يسمي أي شيء يمكن أن يكون هدفًا لفعل عقلي «كائن».
نظرية ماينونج للأشياء، المعروفة الآن باسم «نظرية الأشياء الماينونجية»، تقوم على الملاحظة الإمبريقية المزعومة بأنه من الممكن التفكير في شيء، مثل جبل ذهبي، حتى وإن لم يكن ذلك الشيء موجودًا. نظرًا لأننا يمكن أن نشير إلى مثل هذه الأشياء، فيجب أن تكون لها نوع من الوجود. يميز ماينونج بذلك «الوجود» لشيء، بموجب أن يكون موضوعًا للتفكير، عن «الوجود الفعلي» للشيء، الذي هو الوضع الأنطولوجي الموضوعي المُنسب، مثلًا، للحصان وليس لوحيد القرن الخرافي (اليونيكورن). سمى ماينونج هذه الأشياء غير الموجودة باسم «الشريدة»؛ أطلق الآخرون على مكان وجودها «غابة ماينونج» بسبب عددها الكبير وطبيعتها الغريبة.
تاريخيًا، تم التعامل مع ماينونج، خاصة من قبل غلبرت رايل، كشخصية غريبة الأطوار، تعرضت نظريته للأشياء لضربة قاسية في مقال برتراند راسل «حول التعيين» (1905). مع ذلك، قدّر راسل نفسه غالبية أعمال ماينونج كثيرًا، وحتى صياغته لنظريته في الوصف، حمل وجهات نظر مشابهة حول الأشياء غير الموجودة. علاوة على ذلك، أثبت أنصار ماينونج معاصرين مثل تيرينس بارسونز ورودريك تشيشولم تناسق نظرية ماينونج للأشياء، بينما دافع آخرون (مثل كارل لامبرت) عن عدم فائدة مثل هذه النظرية.
يُعتبر ماينونج أيضًا شخصية مثيرة للجدل في مجال فلسفة اللغة لاعتقاده بأن «الوجود» مجرد خاصية للكائن، تمامًا كخاصية اللون أو الكتلة للشيء. يرى القراء الأكثر تمعنًا في عمله بأن ماينونج حمل وجهة النظر التي تقول إن الكائنات «غير مبالية بالوجود» وأنها تقف «خارج الوجود وعدم الوجود». من هذا المنظور، ينفي ماينونج صراحةً أن الوجود هو خاصية للكائن. بالنسبة لماينونج، ماهية الكائن، جوهره الحقيقي، تعتمد على خصائص الكائن. هذه الخصائص مملوكة حقيقيةً سواء كان الكائن موجودًا أم لا، وبالتالي لا يمكن أن يكون الوجود مجرد خاصية للكائن.